# Tjesraperet

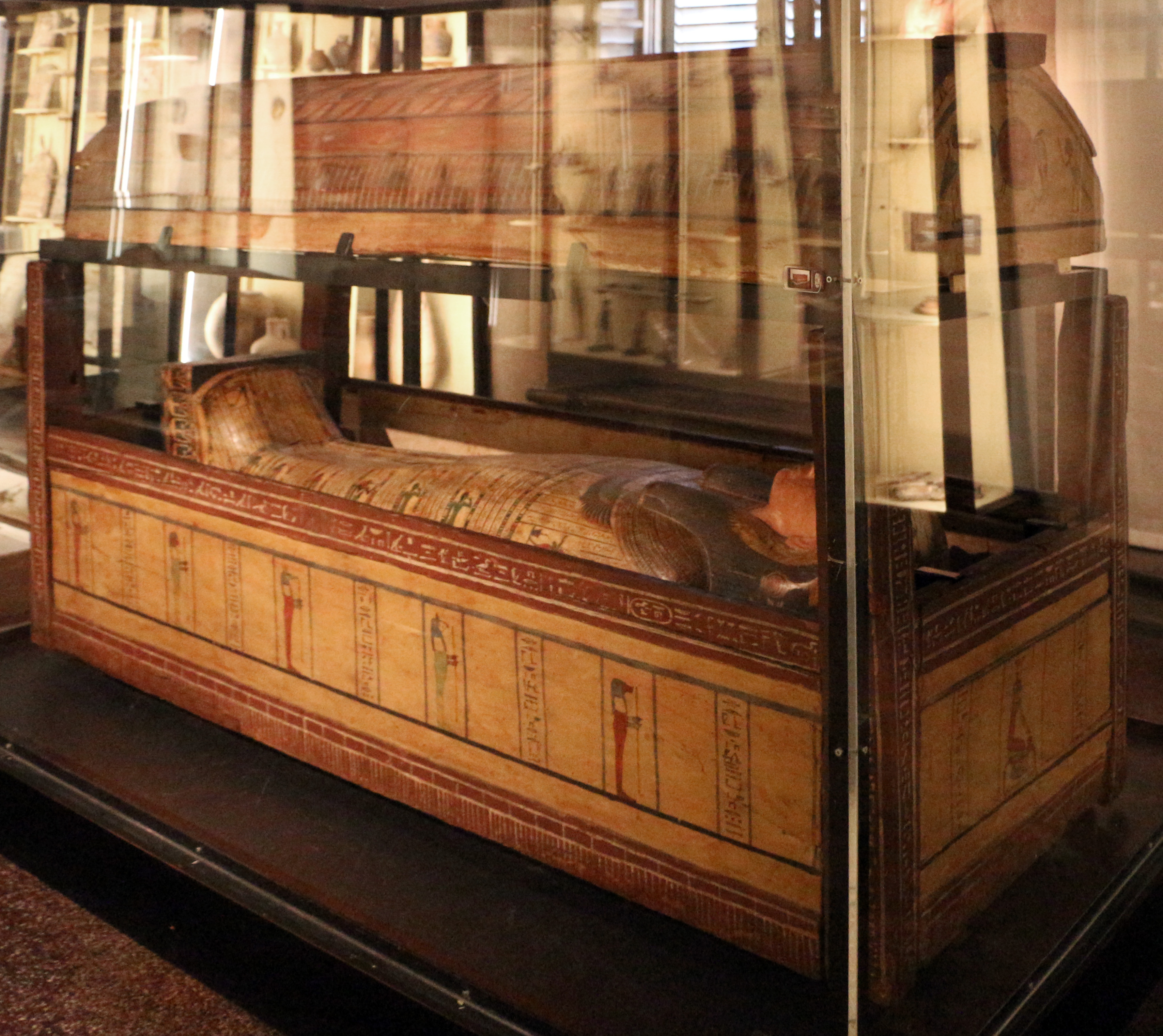
Les deux cercueils de Tjesrapert dans la salle VIII du Musée archéologique national (Florence)

Tjesraperet (ṯs-rˁ-pr.t, ; « Que Ra donne une progéniture ») est la nourrice d'une fille du roi de Nubie Taharqa. Elle est surtout connue pour sa tombe qui a été retrouvée intacte. 
La tombe de Tjesraperet a été découverte à Thèbes le 20 mai 1829 par une expédition dirigée par Jean-François Champollion et Ippolito Rosellini. La tombe contenait non seulement sa sépulture mais aussi celui de son mari présumé Djedkhonsuefankh qui était le père du Dieu d'Amon et Lesonis du temple de Khons. Tjesraperet était également dame de la maison et nourrice de la fille de Taharqa. Le nom de la fille de Taharqa n'est pas connu. La plupart des objets trouvés ont été apportés en Italie et se trouvent aujourd'hui au Musée national d'archéologie de Florence. Le tombeau a été découvert dans les premières années de l'archéologie. Par conséquent, l'enregistrement et la publication de la tombe sont très brefs et il est aujourd'hui problématique de reconstruire le contenu original. 
Les objets suivants sont connus de la tombe : cercueil extérieur en forme de boîte appartenant à Tjesraperet, cercueil anthropoïde intérieur et un fragment du deuxième cercueil anthropoïde de l'infirmière, une stèle de Djedkhonsuefankh avec des figures dorées, un miroir avec étui à miroir, un pot de khôl avec bâton. Ces objets sont maintenant tous à Florence. D'autres objets sont connus pour être arrivés en France, comme la stèle de Tjesraperet aujourd'hui au musée du Louvre et la figure de Ptah-Sokar-Osiris en son nom, qui a été identifiée au musée des Beaux-Arts de Dijon. D'autres artéfacts de la tombe sont décrits dans l'ancienne publication mais n'ont encore été identifiés dans aucune collection moderne. Peut-être sont-ils encore en Égypte : un panier avec des œufs, un pot en argile avec des grains, le cercueil de Djedkhonsuefankh, quatre vases canopes, une autre statue de Ptah-Sokar-Osiris, trois boîtes en argile avec ouchebti, une figure de chacal et des statuettes de faucon-moineau.